# 镇海文庙
29°57′29″N 121°42′55″E / 29.957990°N 121.715219°E
镇海文庙又名镇海学宫，位于中国浙江省宁波市镇海区招宝山街道（原镇海县城）东北，大部与今镇海中学范围重合，是旧时镇海县的最高学府和祭祀孔子的场所。学宫始建于北宋雍熙二年（985年），后屡次重建，现尚存砚池、泮池、大成门、大成殿等建筑。镇海文庙泮池为鸦片战争时钦差大臣裕谦殉国之处，因而被列入第四批全国重点文物保护单位中的镇海口海防遗址项目，而大成殿则为镇海区文物保护单位。

## 历史

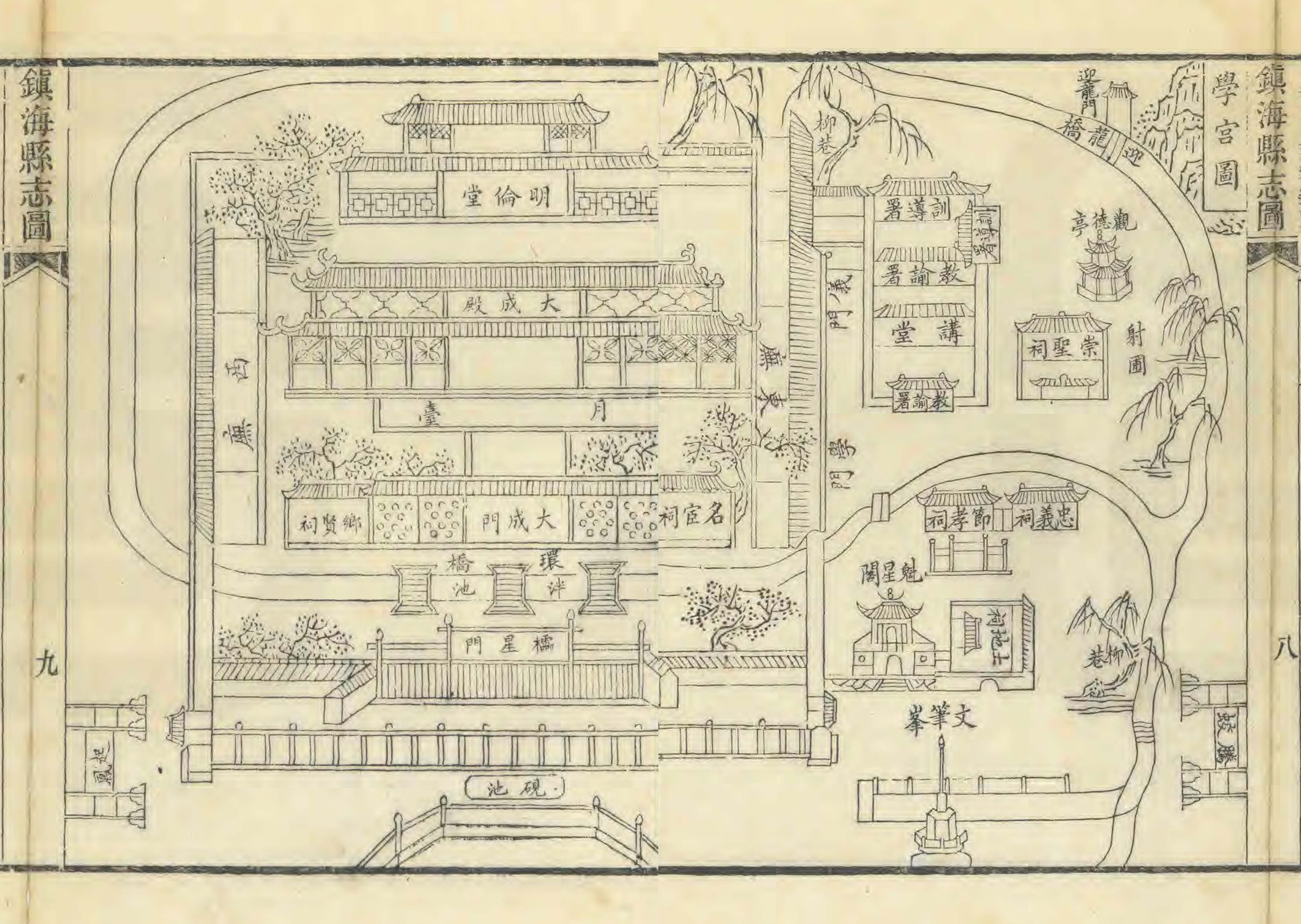
清光绪五年（1879年）《镇海县志》学宫图

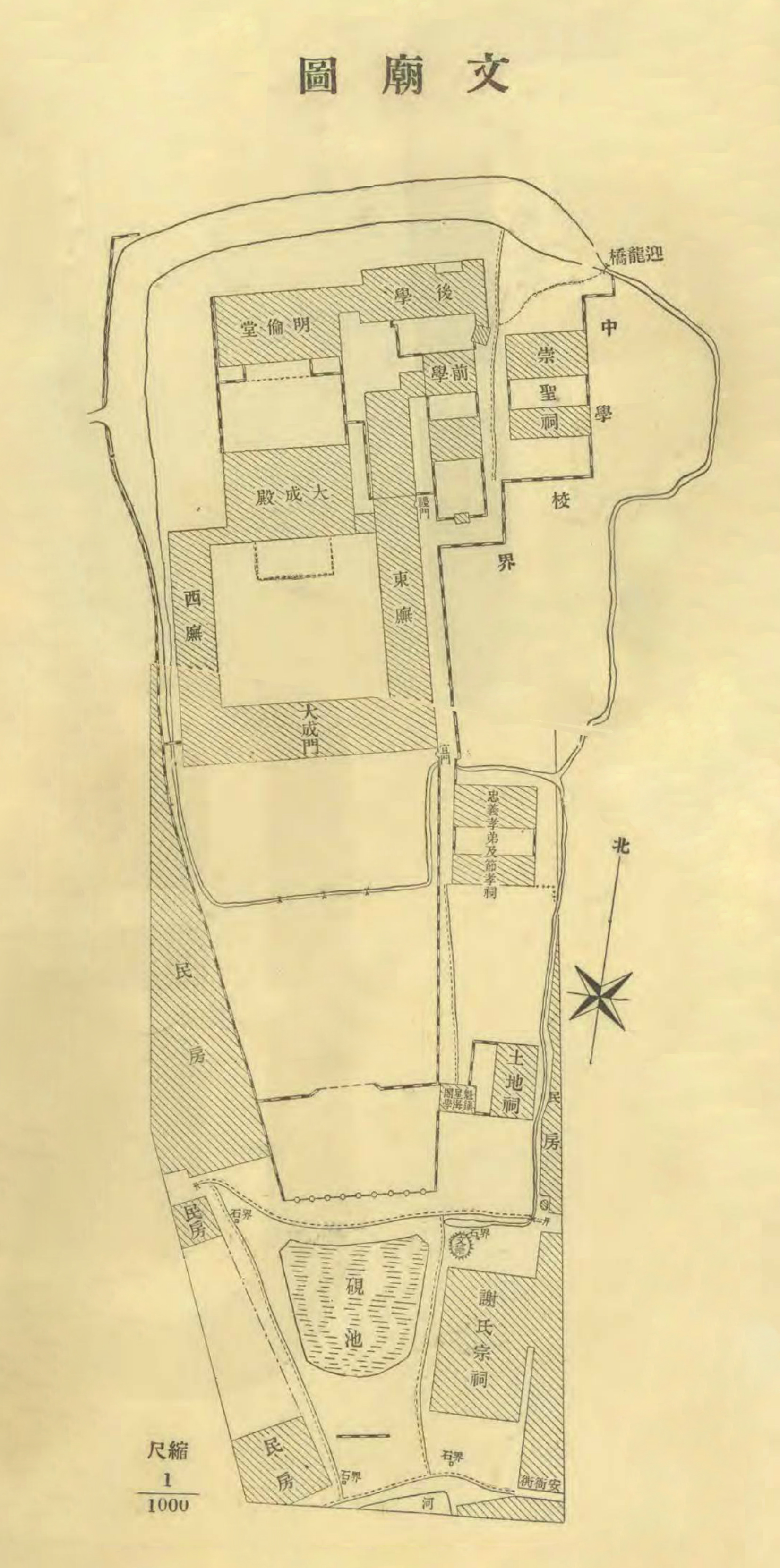
民国二十年（1931）《镇海县志》文庙图

镇海文庙始建于北宋雍熙二年（985年），距离县衙二十步，最初仅为先圣殿。崇宁年间，推行太学三舍法，文庙因此扩建。南宋建炎四年（1130年），文庙毁于金兵南侵。绍兴八年（1138年），文庙在距离县衙东北半里的现址再次新建。庆元元年（1195年），重建大成殿和明伦堂。嘉定四年，建立育英、养贤、升俊、达材四斋，同时在泮池上新建石桥，桥外设立重门，并于戟门内设立左右两庑。元延佑五年（1318年），在泮池西修建杏坛和文昌祠，又在杏坛东侧修建光霁亭。明正统年间，重建大成殿并维修明伦堂。成化六年（1470年），在大成殿两旁建东西两庑。弘治初年，文庙东侧开辟射圃。嘉靖十六年（1537年），文庙进行大修，扩建明伦堂，增建号舍，此后文庙多次重修。
崇祯元年（1628年）八月，文庙毁于台风，七年后重新建成大成殿及两庑、戟门。三年后，新的明伦堂、尊经阁建成，为二层建筑，上为尊经阁，下为明伦堂。清顺治十八年（1661年），更换大成殿的松木栋梁为杉木，同时截短尊经阁的栱，使建筑略低于大成殿，同时修葺明伦堂、门庑和啓圣宫。康熙四年（1665年）七月，风雨刮倒棂星门、戟门并对大成殿造成了破坏，此后由于资金原因，经过多年方才修复。雍正四年（1726年），建忠孝、节义二祠。乾隆十四年（1749年）七月，台风暴雨毁坏大成殿和乡贤祠等建筑，当年重修。光绪二十二年（1896年），县人集资大修大成殿、大成门等建筑，并疏浚泮池。光绪三十二年（1906年）废除科举后，县学停办。
1937年，县人重修大成殿，将木结构改为钢筋混凝土结构。1945年年底，镇海县立中学（即今镇海中学）在文庙复校。文化大革命期间的1968年，文庙被工厂占据，至1987年复归镇海中学所有，1990年6月修复大成殿、大成门和泮池。

## 现存建筑

### 砚池
砚池位于招宝山饭店内，现存建筑建于清嘉庆十二年（1807年），周长98米，面积617平方米，由条石错砌而成，四周设栏板、望柱，两头设石狮，池壁上有石质龙头用于注水。池东侧原有文笔峰，已毁。
- 砚池西北角
- 从南向北看砚池
- 砚池内的龙头

### 泮池
泮池建于始建于南宋绍兴八年（1138年），嘉定四年（1211年）建三桥于其上，此后历代均有修缮。泮池呈半月形，东西长26米，南北宽6米，占地总面积145平方米，外设石砌栏板。第一次鸦片战争期间的1841年10月10日，镇海城陷，钦差大臣裕谦在此投池殉国，为第一次鸦片战争中殉国的最高级官员。
- 全国重点文物保护单位碑
- 泮池全景
- 栏板
- 中部桥梁

### 大成门
大成门位于泮池后方，现存建筑建于清雍正十三年（1735年），光绪二十二年（1896年）重修，1989年由镇海中学再次修缮。建筑为面阔三间单檐硬山顶建筑，架构为穿斗式，五檩七柱。旧时大成门左右有名宦祠和乡贤祠各三间，今已不存。
- 大成门南面
- 大成门北面

### 大成殿
大成殿建于清乾隆十四年（1749年），光绪二十二年（1896年）重修。1937年由县人捐资重修，柱、枋等构件均被替换为钢筋混凝土结构。文化大革命时，大成殿曾被一家集体企业占据，1987年1月工厂腾退，1989年镇海中学再修大成殿。现有建筑占地面积580平方米，高17米，重檐歇山顶，面阔五间深四间，梁架为五架前后双步梁，四周有回廊，廊柱为仿木钢筋混凝土。大成殿也是第一次鸦片战争和中法战争期间将领商议军务的场所。
- 大成殿南面
- 大成殿正门及回廊
- 大成殿东南角
- 大成殿东侧山面
- 大成殿东侧月梁

### 文昌祠
文昌祠最初建于泮池西侧，后重建于梓荫山。清代曾在阁内设置火攻局。鸦片战争期间，林则徐曾在此改进火炮。光绪三十四年（1908年）冬，祠毁，1911年重建并更名为梓荫阁，抗日战争时期又毁。现有建筑为镇海中学于1991年复建，匾额为沙孟海题写。

## 保护
镇海文庙是宁波地区保存较为完整的两座孔庙之一。文化大革命期间，文庙被一集体工厂占据，大成门、大成殿遭到破坏。至1987年，工厂将土地退还镇海中学。1989年，镇海中学耗资23万元人民币对大成门、大成殿、泮池进行维修，于1990年竣工。1989年12月12日，泮池随招宝山等海防遗迹一起以“镇海口海防遗迹”被列入浙江省文物保护单位，并于1996年以“镇海口海防遗址”的名义列入第四批全国重点文物保护单位。大成殿于2000年12月被列入镇海区文物保护单位。砚池于1996年11月被公布为文物保护点。